# Метаб
Метаб (на старогръцки: Μέταβος; на латински: Metabus) в древноримската митология е цар на волските в град Привернум.
Метаб се жени за Касмила и има дъщеря Камила.
Той е изгонен от града заради избухливия му характер и бяга с малката си дъщеря. На бурната река Амизенус той не знае как да пресече и я завързва за дърво, като обещава на Диана, че я оставя да ѝ служи, ако успее неранена да стигне до другия бряг. Камила успява да пристигне на другия бряг, бозала от една кобила и ръсте като голяма ловджийка.
Митосът е описан от Вергилий в Енеида.